# 1736 Флойрак
1736 Флойрак (1736 Floirac) — астероїд головного поясу, відкритий 6 вересня 1967 року.
Тіссеранів параметр щодо Юпітера — 3,621.